# The Rocky Horror Picture Show: Let's Do the Time Warp Again (banda sonora)
The Rocky Horror Picture Show: Let's Do the Time Warp Again es la banda sonora original de la nueva versión de 2016 del clásico de 1975 The Rocky Horror Picture Show. La banda sonora fue lanzado el 21 de octubre de 2016 por Ode Sounds & Visuals y producida por Cisco Adler.

## Lista de canciones
| N.º | Título                                                              | Escritor(es)    | Artista(s)                                                                              | Duración |  |
| 1.  | «Science Fiction / Double Feature»                                  | Richard O'Brien | Ivy Levan                                                                               | 4:30     |  |
| 2.  | «Dammit Janet»                                                      | Richard O'Brien | Ryan McCartan & Victoria Justice                                                        | 2:36     |  |
| 3.  | «Over at the Frankenstein Place»                                    | Richard O'Brien | Victoria Justice, Ryan McCartan & Reeve Carney                                          | 2:21     |  |
| 4.  | «The Time Warp»                                                     | Richard O'Brien | Annaleigh Ashford, Tim Curry, Reeve Carney & Christina Milian                           | 4:08     |  |
| 5.  | «Sweet Transvestite»                                                | Richard O'Brien | Laverne Cox, Ryan McCartan & Annaleigh Ashford                                          | 3:41     |  |
| 6.  | «Sword Of Damocles»                                                 | Richard O'Brien | Staz Nair                                                                               | 2:21     |  |
| 7.  | «I Can Make You a Man»                                              | Richard O'Brien | Laverne Cox                                                                             | 2:09     |  |
| 8.  | «Hot Patootie (Bless My Soul) What Ever Happened to Saturday Night» | Richard O'Brien | Adam Lambert & Annaleigh Ashford                                                        | 3:06     |  |
| 9.  | «I Can Make You a Man (Reprise)»                                    | Richard O'Brien | Laverne Cox & Victoria Justice                                                          | 1:40     |  |
| 10. | «Touch-a, Touch-a, Touch-a, Touch Me»                               | Richard O'Brien | Victoria Justice, Annaleigh Ashford, Christina Milian & Staz Nair                       | 2:42     |  |
| 11. | «Once in a While»                                                   | Richard O'Brien | Ryan McCartan                                                                           | 2:35     |  |
| 12. | «Eddie»                                                             | Richard O'Brien | Ben Vereen, Annaleigh Ashford, Adam Lambert, Victoria Justice & Laverne Cox             | 2:44     |  |
| 13. | «Planet Schmanet Janet»                                             | Richard O'Brien | Laverne Cox                                                                             | 1:45     |  |
| 14. | «Planet Hot Dog»                                                    | Richard O'Brien | Laverne Cox, Ryan McCartan, Ben Vereen & Victoria Justice                               | 0:43     |  |
| 15. | «Rose Tint My World»                                                | Richard O'Brien | Annaleigh Ashford, Staz Nair, Ryan McCartan & Victoria Justice                          | 2:42     |  |
| 16. | «Don't Dream It»                                                    | Richard O'Brien | Laverne Cox, Tim Curry, Ben Vereen, Annaleigh Ashford, Ryan McCartan & Victoria Justice | 3:01     |  |
| 17. | «Wild and Untamed Thing»                                            | Richard O'Brien | Laverne Cox & Reeve Carney                                                              | 2:02     |  |
| 18. | «I'm Going Home»                                                    | Richard O'Brien | Laverne Cox                                                                             | 2:29     |  |
| 19. | «Super Heros»                                                       | Richard O'Brien | Ryan McCartan, Victoria Justice & Tim Curry                                             | 2:04     |  |
| 20. | «Science Fiction / Double Feature (Reprise)»                        | Richard O'Brien | Ivy Levan & Adam Lambert                                                                | 2:53     |  |